# McLaughlin Award
Der McLaughlin Award ist eine Auszeichnung im Lacrosse, die von der United States Intercollegiate Lacrosse Association dem hervorragendsten Mittelfeldspieler der NCAA verliehen wird. Auszeichnung wird seit 1973 vergeben.
Sie ist nach Lt. Donald MacLaughlin Jr. (United States Navy '63) benannt, einem All-American-Mittelfeldspieler, der 1966 in einem Gefecht in  Südvietnam ums Leben kam.

## Weitere Lacrosse-Auszeichnungen
- Tewaaraton Trophy
- Lt. Raymond Enners Award
- Jack Turnbull Award
- William C. Schmeisser Award
- Ensign C. Markland Kelly, Jr. Award